# Троїцьке (Іжморський округ)
Тро́їцьке (рос. Троицкое) — село у складі Іжморського округу Кемеровської області, Росія.

## Населення
Населення — 699 осіб (2010; 910 у 2002).
Національний склад (станом на 2002 рік):
- росіяни — 95 %